# 上皇后 (天皇退位特例法)
上皇后（日语：／ Jōkōgō，宫内厅官方英译为），是2019年（令和元年）5月1日開始、明仁退位以後其皇后美智子依據天皇退位特例法第四條正在實施的頭銜（尊號）。美智子是日本近百年來首任上皇后，她在丈夫於平成31年（2019年）退位後受封此頭銜。

## 歷史

日本上皇后旗

2016年7月，日本天皇明仁，初步表達有意於數年之內，內禪予皇太子德仁親王，並獲得皇后美智子、皇太子德仁及二皇子文仁接受。明仁在8月8日於日本全国发表電視演說，正式表达生前退位的意向。
2017年日本內閣依據“關於減輕天皇公務負擔等有識之士會議”之報告，在不修改《皇室典範》的情形下，提出適用於明仁生前退位的特別法，並獲得众议院及參議院之通過。同年12月1日的皇室会议商討後，決定明仁於2019年4月30日「生前退位」、德仁親王於5月1日即位並更改年號為「令和」。
依據天皇退位特例法第四條規定，皇后美智子因夫君仍在世，因而不被尊為皇太后，而尊為上皇后。